# ポッジョ・ベルニ
ポッジョ・ベルニ（イタリア語: Poggio Berni）は、イタリア共和国エミリア＝ロマーニャ州リミニ県ポッジョ・トッリアーナ (it:Poggio Torriana) に属する分離集落（フラツィオーネ）。
かつては、独立した自治体（コムーネ）であったが、2014年にトッリアーナと合併し、新自治体の一部となった。

## 地理

リミニ県における旧コムーネの領域

### 位置・広がり
リミニ県南東部の集落。サンマリノ市から北北西へ10km、県都リミニから西南西へ14kmの距離にある。
コムーネは11.80km2 の面積があり、Taverna, San Savino, Croce, Osteria Nuovaなどの分離集落を含んでいた。最低地点は44m、最高地点は201mであった。2014年1月時点のコムーネ人口は3493人。

#### 隣接コムーネ
隣接していたコムーネは以下の通り。括弧内のFCはフォルリ＝チェゼーナ県所属を示す。
| - ボルギ (FC) - サンタルカンジェロ・ディ・ロマーニャ - トッリアーナ - ヴェルッキオ |